# Naturschutzgebiet Murmelbachtal
Das Naturschutzgebiet Murmelbachtal liegt im Stadtgebiet der kreisfreien Stadt Wuppertal. Es erstreckt sich entlang dem Murmelbachtal von der Ortslage Marpe östlich des Wohnquartiers Lichtenplatz bis an den südlichen Ortsrand des Wohnquartiers Heckinghausen. Nordwestlich reicht der Hang des Barmer Waldes bis an den Murmelbach, südöstlich steigt das Gelände wieder zu den Scharpenacker Bergen (326 m) an.

## Beschreibung
Das ca. 16 ha große Naturschutzgebiet steht seit 1989 durch Rechtsverordnung und seit 2005 durch rechtskräftigen Landschaftsplan unter Schutz. Es trägt die Kennnummer W-004.
Das Fachinformationssystem des Landesamtes für Natur, Umwelt und Verbraucherschutz in NRW beschreibt das Gebiet als einen 2 km langen Kerbtal-Abschnitt, der stark vom menschlichen Einflüssen geprägt ist.

„Zu den in vergleichbaren Mittelgebirgsbachtälern üblichen Nutzungen des Fließgewässers mit Aufstau zu Hammer- und Fischteichen, die alle im Hauptschluss des Murmelbaches liegen, und Grünlandnutzung von Talhängen und Bachauen kommen im Gebiet großflächige park- und gartenartige Prägung von Gehölzflächen, verbunden z. T. mit Ziergehölz-Pflanzungen (u. a. Rhododendron), jedoch auch wertvollen, markanten Einzelbäumen, u. a. Flatterulme und Esche. Die Hainbuche ist im Gebiet überdurchschnittlich häufig. Wertvolle standorttypische Waldgesellschaften wie naturnaher Buchenwald und Eichen-Birkenwald sind in kleineren Flächenanteilen vorhanden. In der Krautschicht sind Brombeeren häufig vertreten. Hervorzuhebende Biotope von besonderem Wert sind vor allem das über weite Strecken naturnahe Fließgewässer mit besonders im Unterlauf teilweise ausgeprägter Bachaue mit krautreichem Auwald und älteren bachbegleitenden Fahlweiden am Bachoberlauf. Ferner größere Magerweidenbereiche, die teilweise quellig durchsickert sind und wertvolle Pflanzenbestände aufweisen sowie vielerorts von naturnahen Weißdornhecken und -einzelgebüschen gesäumt sind. Weiterhin kleinflächige Röhricht- und Hochstaudenvegetation auf ehemaligen Teichflächen mit Arten wie Schlank-Segge und Mädesüß. Stellenweise treten im Gebiet Neophyten wie u.a. Japan-Staudenknöterich stärker in Erscheinung. Einige Magerweiden sind in Adlerfarnbrachen übergegangen. Besonderheiten der Fora des Gebiestes sind größere Bestände des Gezähnten Torfmooses (Sphagnum denticulatum, hier ssp. inundatum) in einem bachbegleitenden Erlensaum und eine kleinflächig sehr artenreiche Pflanzengemeinschaft der Feucht- und Nasswiesen mit u.a. zahlreichen Sumpf-Veilchen im Verbund mit Magerrasenarten wie Rundblättrige Glockenblume. Die Teiche sind als wertvolle Laichplätze des Grasfrosches hervorzuheben. Ein Vorkommen der Geburtshelferkröte ist wahrscheinlich erloschen.“

Der untere Teil des Vorwerkparks ist mit seinen dort vorhandenen Teichen in das Naturschutzgebiet einbezogen. Laut Informationstafeln im NSG können eine Vielzahl von selten und besonders geschützten Tier- und Pflanzenarten beobachtet werden: Flatter-Ulme (Ulmus laevis) (Rote Liste (RL): Stufe 2), Molche, Kröten, Wasseramsel, Ringelnatter (RL 3) und verschiedene Libellenarten. Im kühlen, sauerstoffreichen Wasser des Murmelbaches sind die Bachforelle und die besonders geschützte Wanderfischart Groppe (eine relevante Art für FFH-Gebiete) heimisch.

## Schutzziele
Als Schutzziele werden genannt:
- Erhaltung von Lebensgemeinschaften oder Lebensstaetten

bestimmter wildlebender Pflanzen und wildlebender Tierarten,
- Erhaltung des naturnahen Bachlaufes,
- Erhaltung und die Wiederherstellung der Mager- und Feuchtgrünlandflächen durch geeignete Nutzung und Pflege,
- Erhaltung der naturnahen Hecken und Gebüsche, turnusmäßige Pflege,
- Entwicklung standortgerechter Waldbestände durch Entnahme standortfremder Gehölze,
- Rückdrängung flächiger Neophytenbestände und
- Erhaltung der Teiche.[2]

## Wanderwege
Der Wupperweg folgt auf seiner 6. Etappe zwischen Wuppertal-Hammesberg und dem Toelleturm dem Murmelbach aufwärts. Da das Gebiet darüber hinaus durch ein lokales Wegenetz gut erschlossen ist, kann man auf beiden Talseiten dem Murmelbach folgen.

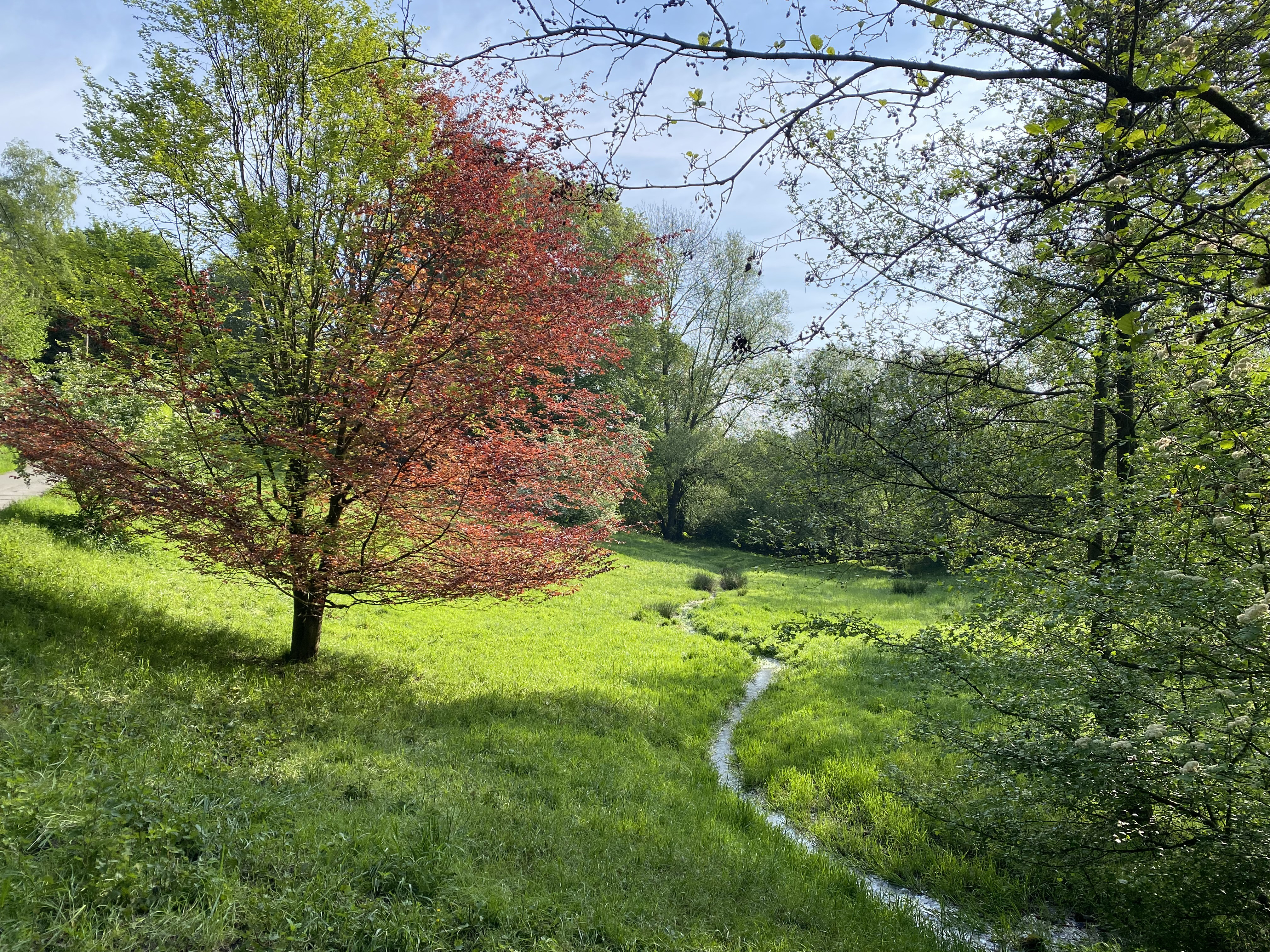
Oberes NSG Murmelbachtal
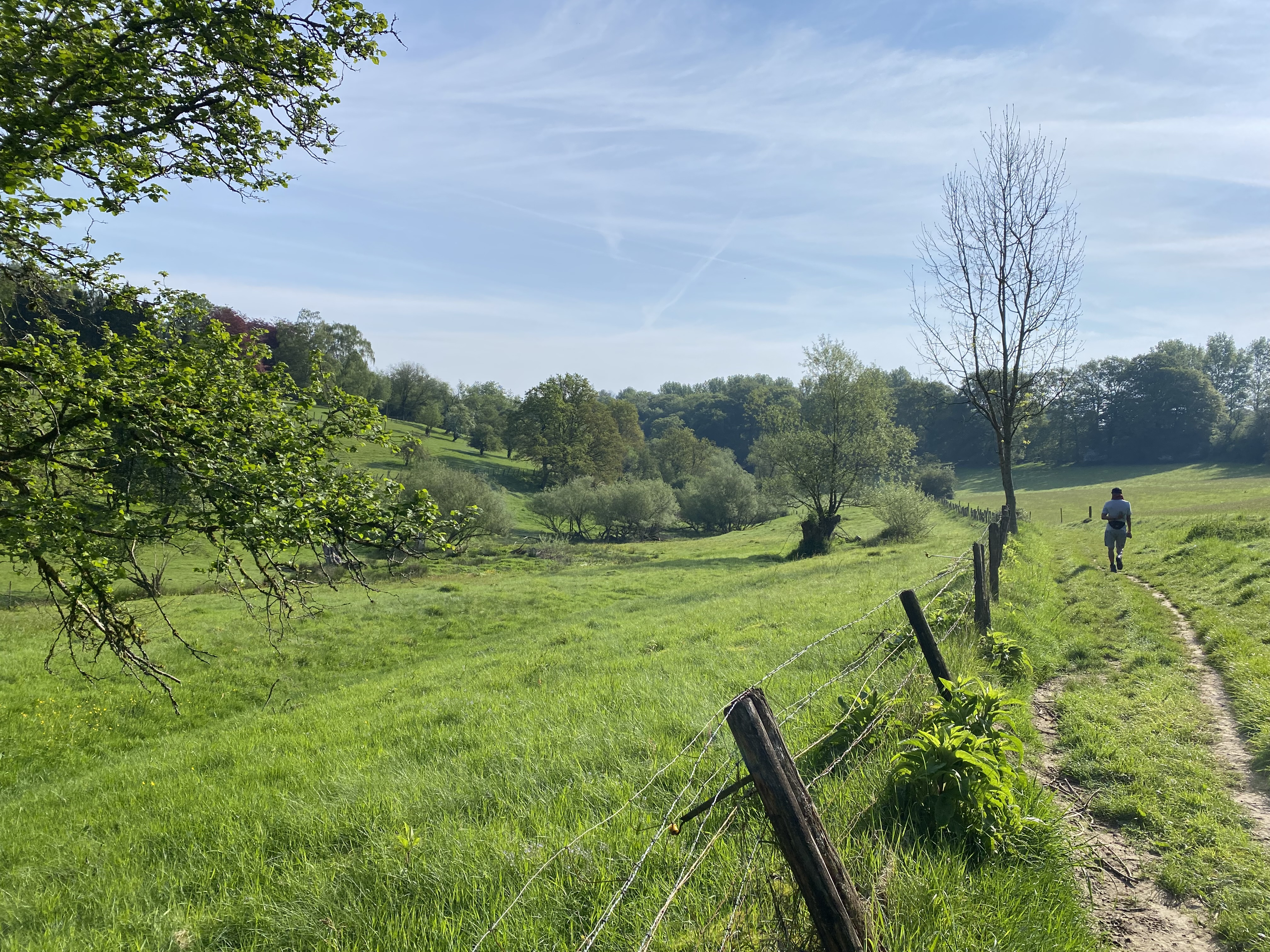
Murmelbach fließt im offenen Wiesental
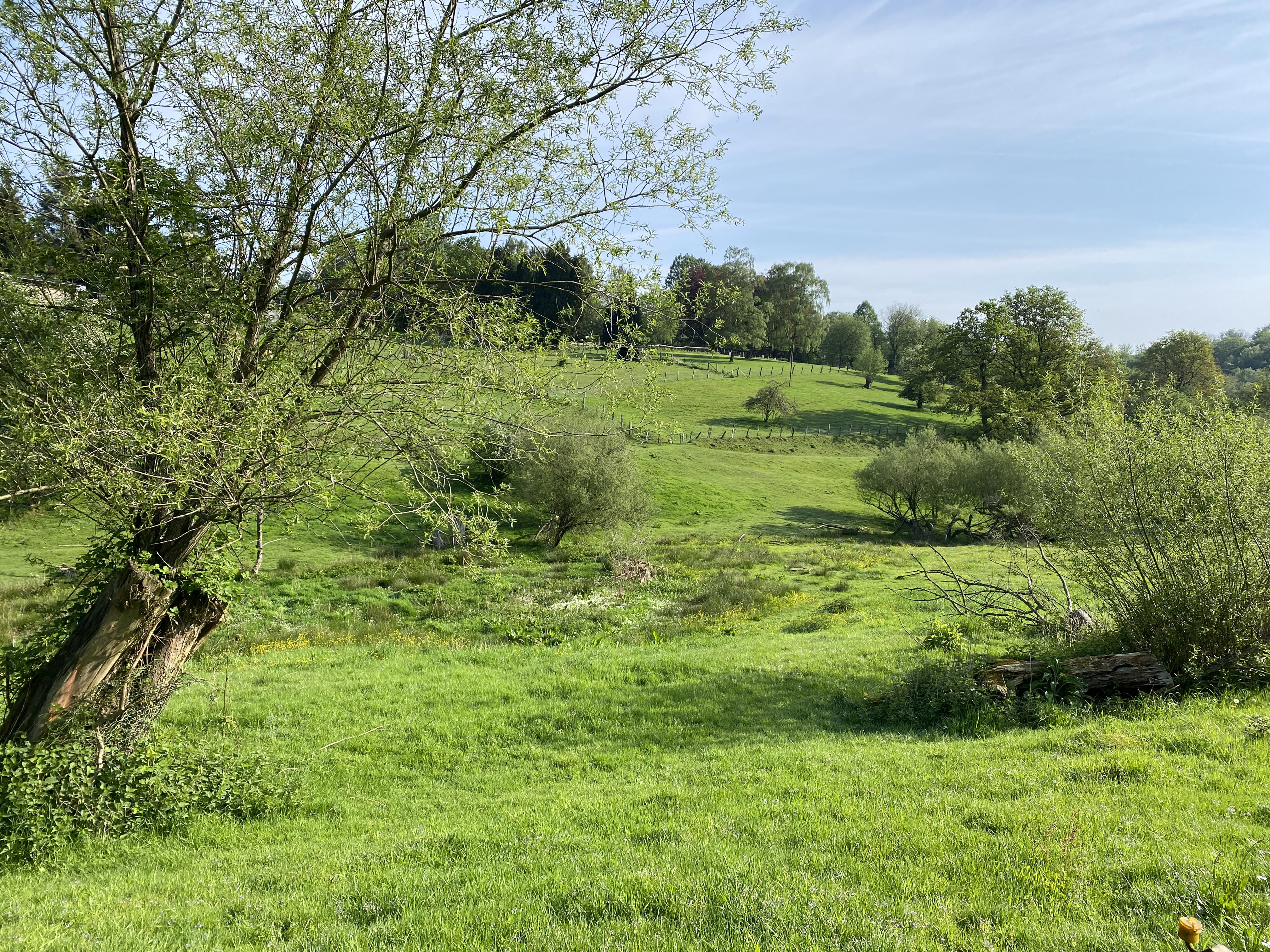
Feuchtwiese mit quelliger Stelle
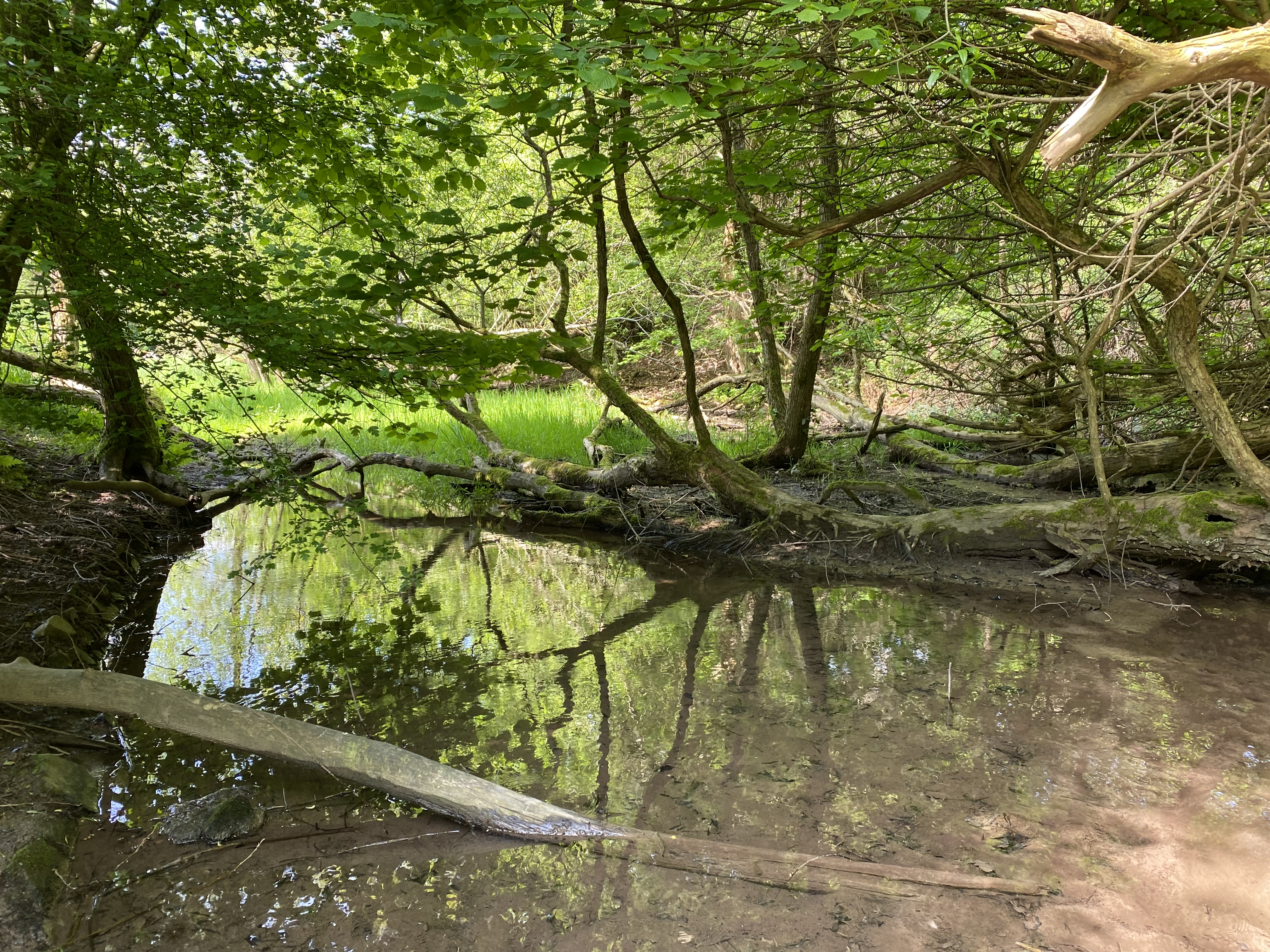
Murmelbach unter alter Weide
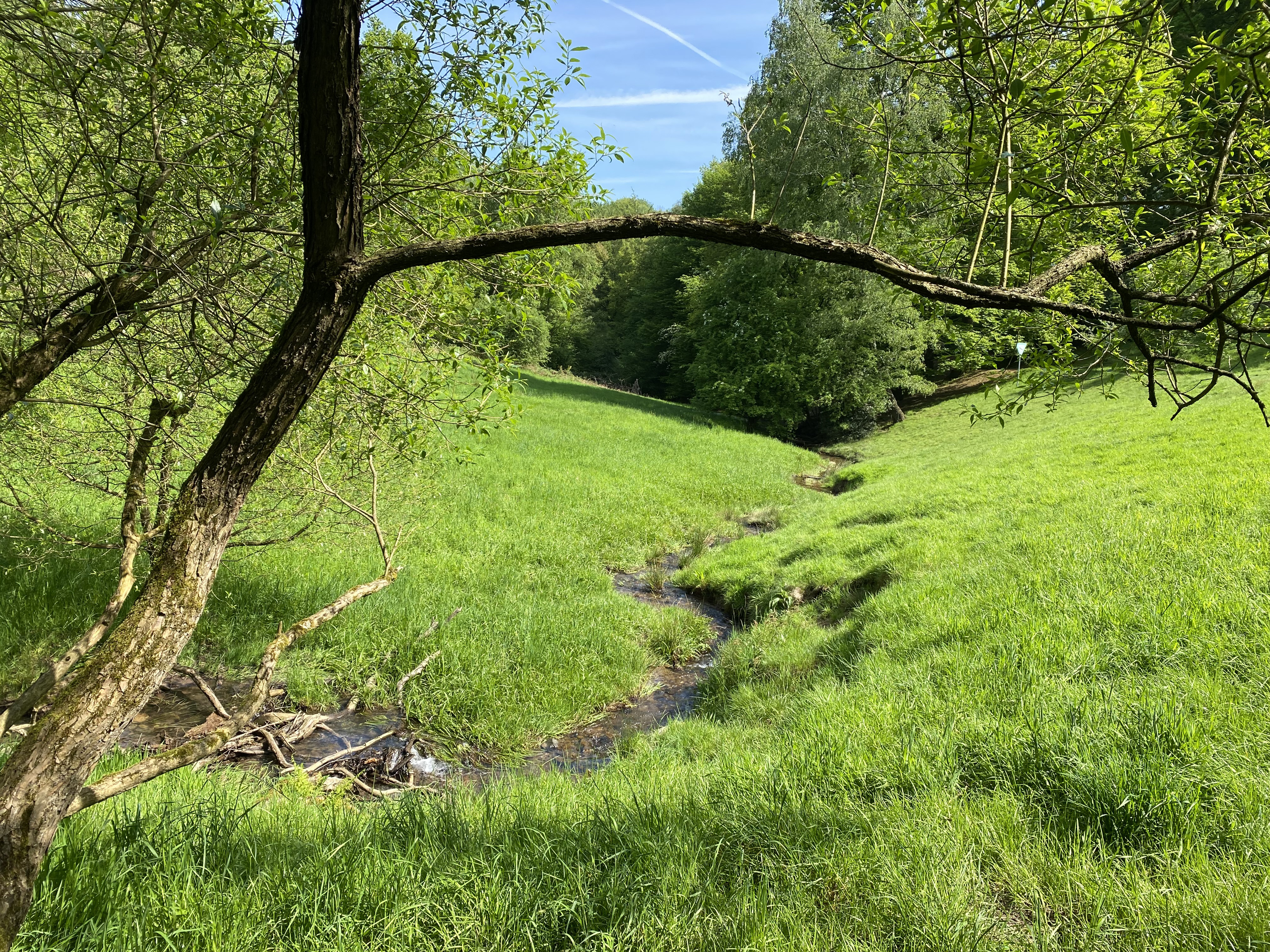
Naturnaher Bachverlauf
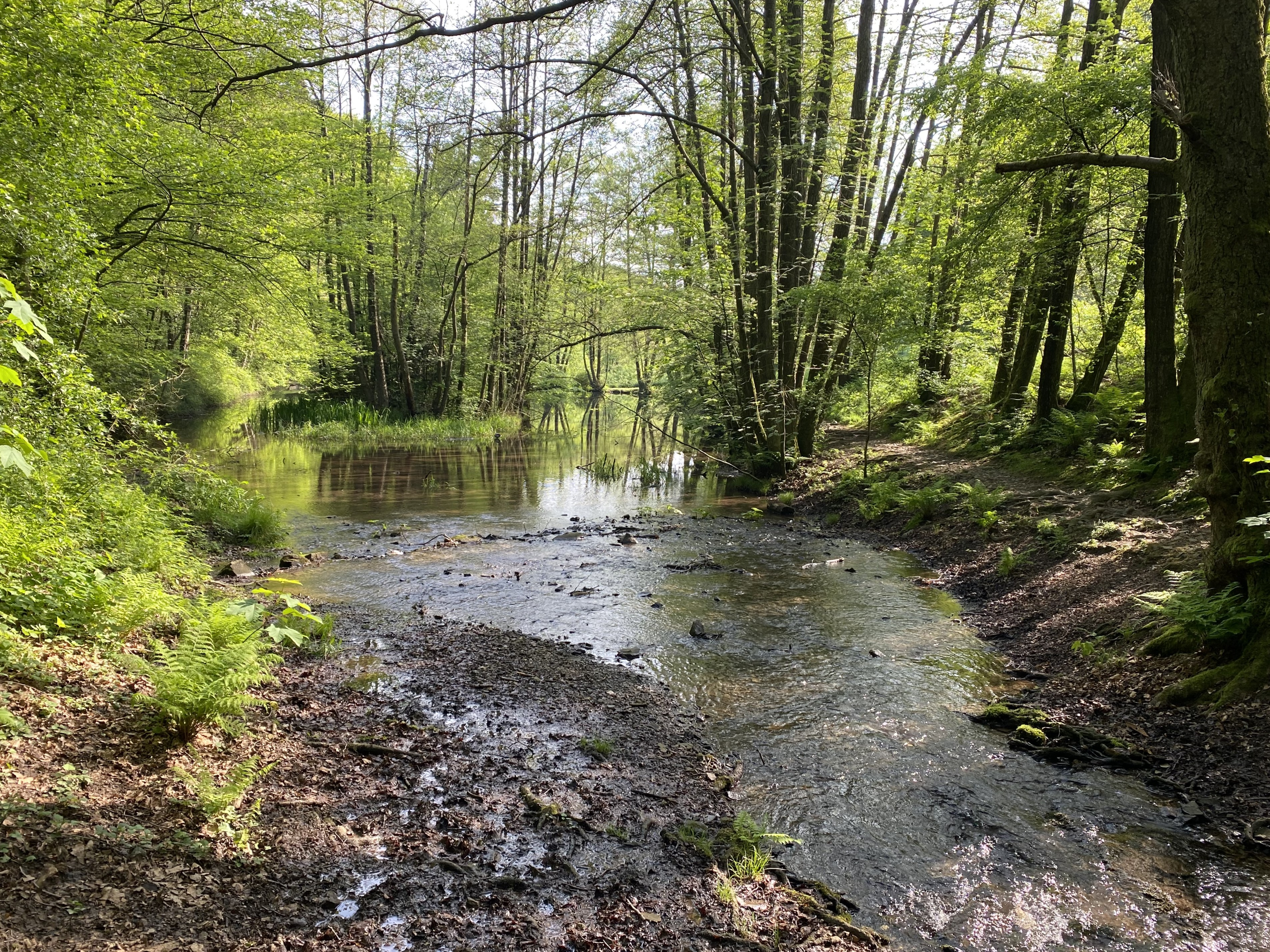
Teich im NSG
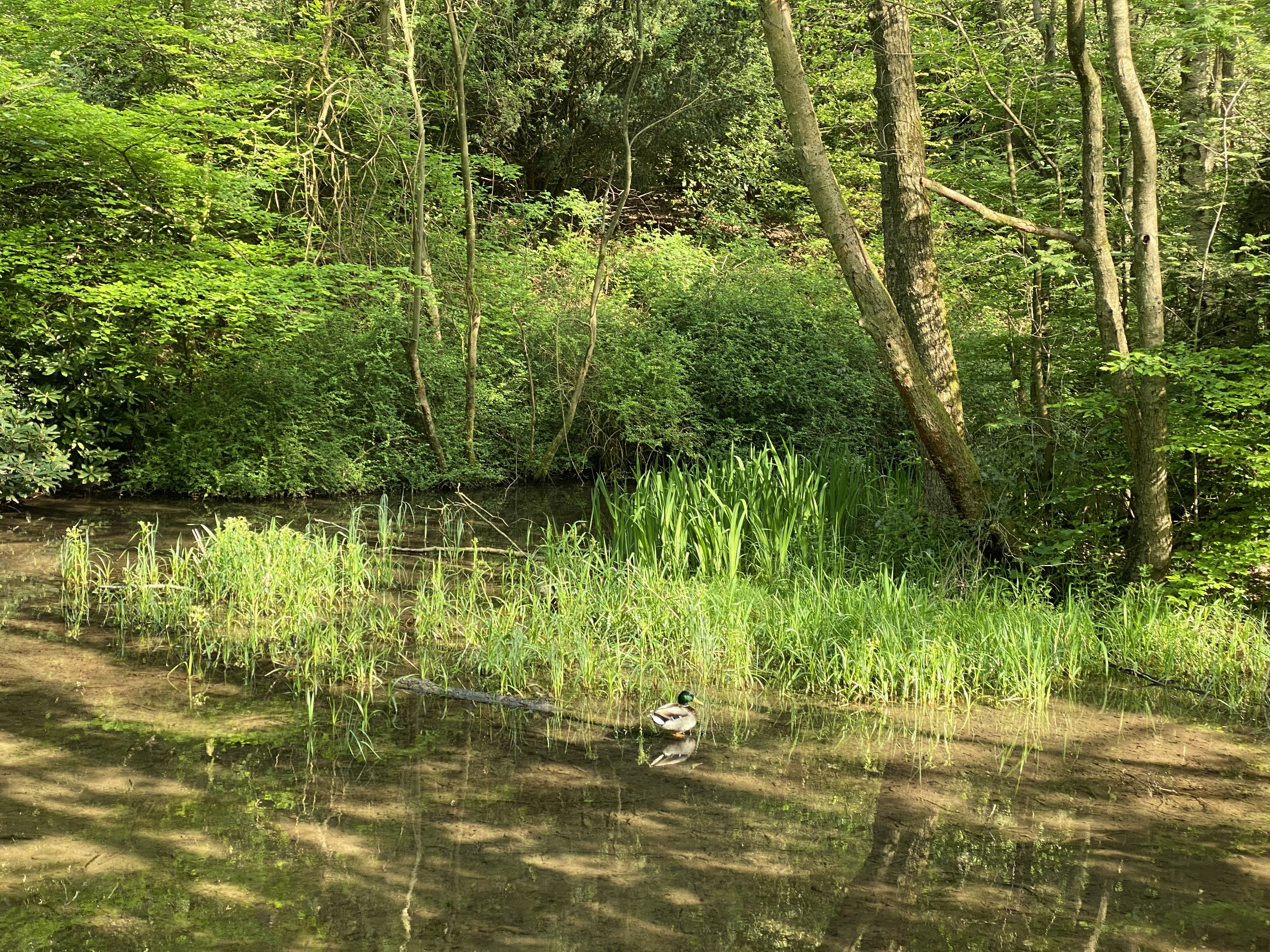
Stockente im naturnahen Teich
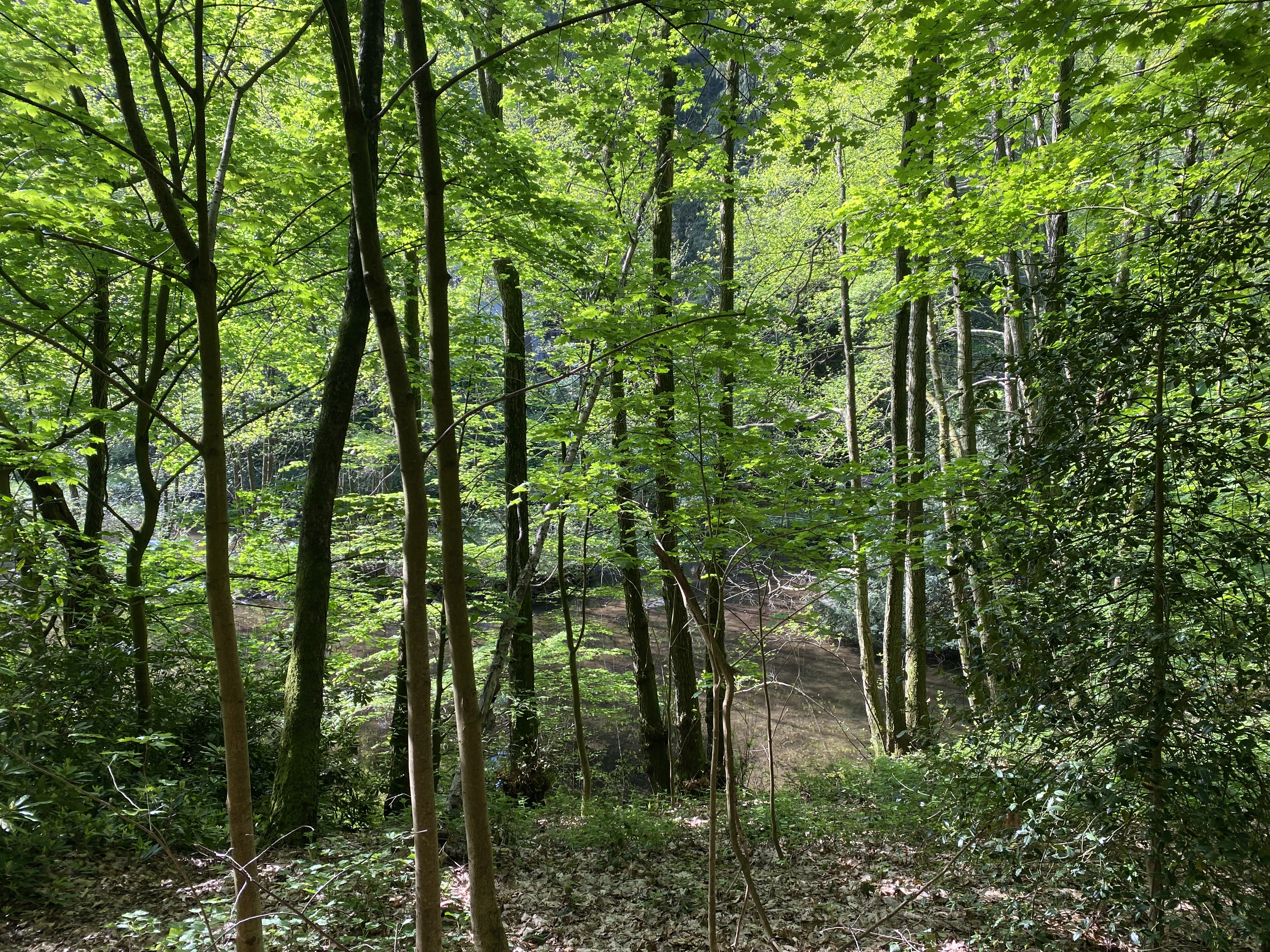
Erlengaleriewald
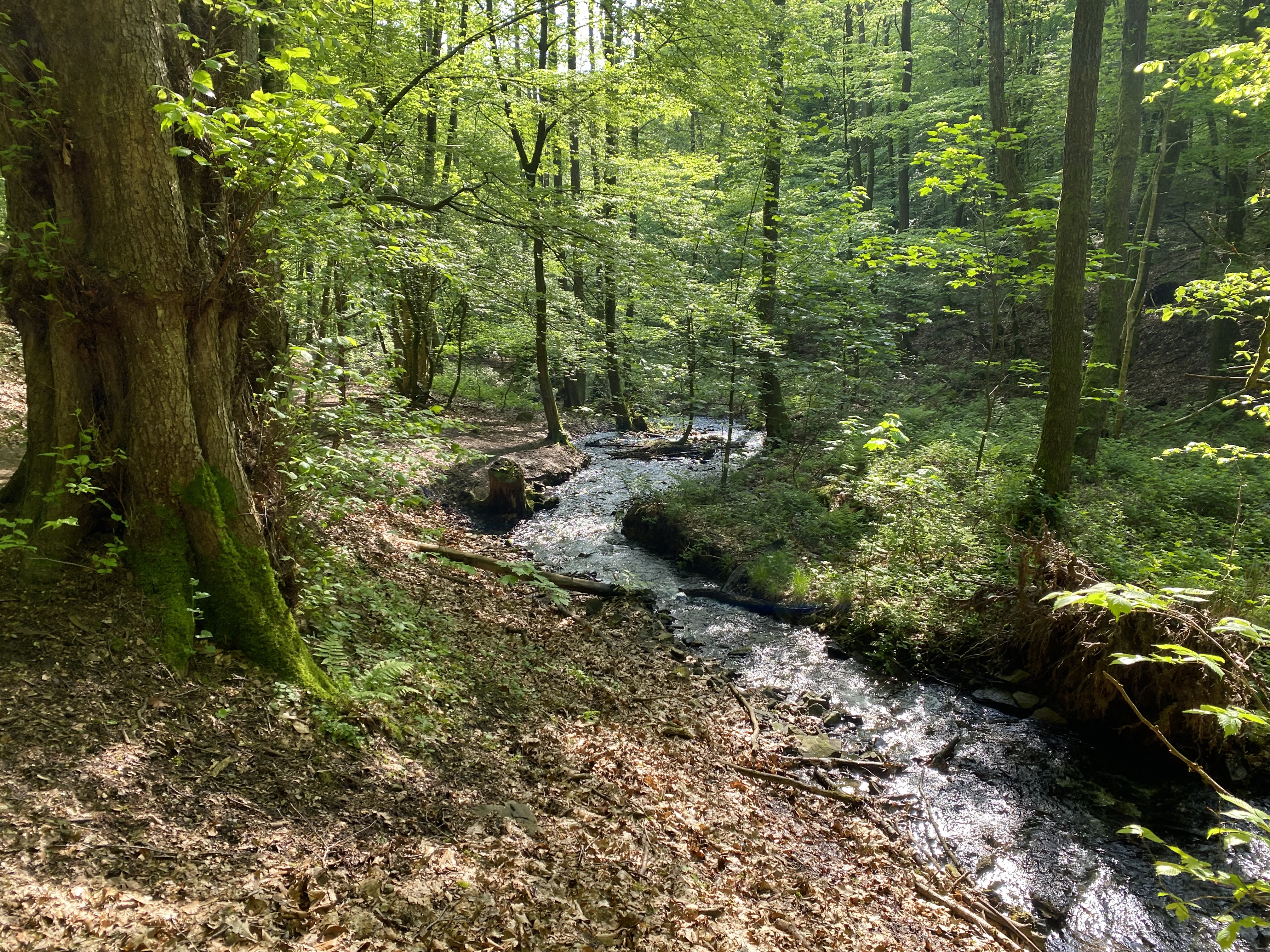
Unteres Murmelbachtal